# Belle (pel·lícula de 2021)
Belle (竜とそばかすの姫, Ryū to Sobakasu no Hime) és una pel·lícula d'animació i de ciència-ficció fantàstica del 2021 escrita i dirigida per Mamoru Hosoda i produïda per Studio Chizu. Està basada i inspirada en el conte francès de 1756 La bella i la bèstia de Jeanne-Marie Leprince de Beaumont. La cinta explica la història de la Suzu, que té el cor trencat perquè ha mort la seva mare. Distanciada del món, descobreix U, un espai virtual en què assumeix el rol de Belle.
La pel·lícula es va projectar per primer cop el 15 de juliol de 2021, al Festival de Cannes de 2021, on va ser ben rebuda per la crítica amb un aplaudiment que va durar catorze minuts. Es va estrenar als cinemes al Japó el 16 de juliol de 2021. La distribuïdora GKIDS té la llicència de la pel·lícula a l'Amèrica del Nord, on es va estrenar el 14 de gener de 2022, amb preestrenes en cinemes IMAX selectes el 12 de gener, mentre que Anime Limited va estrenar la pel·lícula al Regne Unit el 4 de febrer de 2022. El 25 de març de 2022 es va estrenar el doblatge en català.
Belle és la tercera pel·lícula japonesa més taquillera de l'any 2021, amb 6,53 mil milions de iens en taquilla el 12 de desembre de 2021.